# 混血營英雄
《混血營英雄》（英語：The Heroes of Olympus）是雷克·萊爾頓為波西·傑克森這個系列寫的續集，基於希臘神話中，巨人與天神的戰鬥加以修改，並作為主要故事敘述內容，不同主角之間的觀點 (文學)交替。以往系列介紹了希臘眾神，或混血人的想法，他們都活在現代，且不被人發現。
而這次的混血營英雄系列更進一步的介紹了羅馬的混血人以及羅馬天神，並以希臘及羅馬之間的戰爭當作題材 ，把故事中的兩個營區變成了敵人，並分開一百多年，但現在他們必須團結起來，以阻止故事中的反派角色－大地女神蓋婭甦醒，因此派出小組送出雅典娜·帕德嫩使其團結，以及她那想要掌控地球的陰謀。繁體中文版由遠流出版事業股份有限公司出版。

## 主角（預言中的七人）
波西·傑克森（Percy Jackson）：身高:183公分
希臘海神波塞頓與人類（莎莉‧傑克森）生下來的混血兒子，擁有控制水流的強大神力，武器是波濤劍(平時是一支筆，打開筆蓋變成一把劍，會自動回到波西口袋)曾經解救了三大神的戰爭，也救回了奧林帕斯山，打敗克羅諾斯。
在《迷路英雄》裡他失蹤了，他和傑生兩人都失去記憶後被互相交換至對方的營隊裡執行任務。
在《海神之子》與傑生互換後，帶著有著僅有的記憶—安娜貝斯—來到傑生原本歸屬的地方，也就是羅馬混血營。他與法蘭克、海柔組成一支任務小隊，前往阿拉斯加釋放遭巨人禁錮的死亡之神桑納托斯。
在《智慧印記》中與女朋友安娜貝斯重逢。
在《冥王之府》中掉入塔爾塔洛斯。
在《英雄之血》中流鼻血而喚醒蓋婭
安娜貝斯·雀斯（Annabeth Chase）：身高:175公分
智慧與戰技的女神雅典娜與人類(菲德克‧雀斯)生下來的混血女兒。原本愛慕路克.凱司特倫，在路克死後正式與波西交往。在泰坦大戰後被天神授予重建奧林帕斯山的任務。
在《迷路英雄》因波西失蹤，而出發去尋找波西。後來傑生解開朱比特營謎團及波西的行蹤後，與傑生、里歐、派波搭乘阿爾戈二號前住朱比特營,為最後加入七人大預言任務團隊的成員。
在《智慧印記》中找到雅典娜·帕德嫩神像，卻不小心落入地獄深淵，使男朋友波西與之一同墜入。
里歐·華德茲（Leo Valdez）：身高:167公分
希臘火神赫菲斯托斯與人類（愛絲佩蘭薩·華德茲）生下來的混血兒子。身材瘦小，有一頭黑色捲髮和尖耳朵，臉上帶著古靈精怪的笑容。他有一雙萬能手，對機械五金等工藝事都很在行，並有操控火的能力。
在《迷路英雄》與傑生和派波在經歷一陣風暴後被帶進混血營。並拯救希拉。之後打造出古希臘戰船——阿爾戈二號，載著混血營的其他三人一同前往朱比特營尋求和平契機。
在《冥王之府》中遇見了卡呂普索並墜入愛河。
在《英雄之血》中和她乘上金屬龍非斯都「起飛、翱翔，進入不可知的境域」。
海柔·李維斯克（Hazel Levesque）：身高:160公分
羅馬冥王普魯托的混血人女兒，能操控和召喚金屬及珠寶。生於一九二九年，因為母親（瑪莉·李維斯克）許願要擁有大地的財富，因此不斷有貴重的寶石和黃金從她身邊地面冒出，但擁有這些珍寶的人都會遭逢厄運。也被大地之母蓋婭計誘去阿拉斯加餵養巨人奧賽俄紐斯，一九四二年（13歲）死亡。後因同父異母弟弟尼克將她從日光蘭之境救出來，給了她第二次機會。她的另一特殊能力是可感應地下隧道，甚至能創造或更變方向。
在《海神之子》是釋放死亡之神桑納托斯任務小隊的成員之一，為了阻撓蓋婭的計謀，即使可能失去生命也在所不惜。最後與波西和法蘭克成功釋放死神桑納托斯。
《智慧印記》她為了阻撓蓋婭毀滅世界，加入七人大預言小組。
法蘭克·張（Frank Chang）：身高:190公分
中文名字：張法義 (Chang Fa Yi)（華裔加拿大人）
是羅馬戰神馬爾斯的混血兒子，母親（艾蜜莉·張）是軍人，但在一次戰爭中為了救回同伴而犧牲了自己的性命。母親的家族血統家與希臘海神波賽頓有所關係，具有海神的血統，因此是目前唯一具有希臘、羅馬雙重血統的混血人。法蘭克身材魁悟高大，擁有變形成不同動物的能力，同時擅長弓箭。而因為有強大的力量，他的生命繫於一根小木棒，一旦木棒燃燒殆盡，他的生命就會終結。
在《海神之子》受命率領與波西和海柔共同組成任務小隊，也一直暗戀海柔。身為目前唯一具有希臘、羅馬雙重血統的混血人，他具備來自不同天神的不同能力，然而他直到出任務才發現自己的天賦。
在《智慧印記》發現自己天賦後，加入七人大預言小組，為阻止蓋婭的計劃而繼續冒險。
傑生·葛瑞斯（Jason Grace）：身高:185公分
羅馬天神朱比特與人類（貝麗兒·葛瑞斯）生下來的金髮混血子，他的姐姐是泰麗雅·葛瑞斯(Thalia Grace),能控制雷電並且操控風來滑行。喪失朱比特營(羅馬的混血營)的記憶來到混血營。在希拉(茱諾)的安排下和波西交換，為了解決羅馬和希臘長期以來的分裂。
在《迷路英雄》中，他不記得自己之前的所有一切。他被告知有個叫做派波的女朋友，而最好的朋友是里歐；他們三個人都念荒野學校，也都是問題學生。在身世成謎的狀況下，他來到了混血營，被迫接下尋找任務。除了要解決自身的問題，他還必須面對奧林帕斯的危險困境。
在《迷路英雄》帶著空白的記憶，與派波、里歐一同拯救天后希拉。任務完成後，記憶也逐漸恢復，隨即成為七人大預言中的任務成員，與其他三人搭乘阿爾戈二號前往執行最後的危險任務。
派波·麥克林（Piper McLean）：身高:170公分
希臘愛與美之神阿芙蘿黛蒂與人類(崔斯坦·麥克林)生下來的棕髮混血女兒，有印第安切羅基族血統，性格堅強倔強，習慣掩飾自己的美貌。擁有魅語的天賦，說話時能魅惑人心。
在《迷路英雄》中，她和傑生、里歐被帶到混血營。生活中的巨變不僅如此：她的爸爸失蹤了，而原本是男友的傑生卻說不認識她（其後發現只是迷霧製造的虛假記憶）。在混血營中，她明白了自己長久以來的身世問題，也和傑生、里歐一同進行拯救希拉的任務。在任務中，漸漸學會了運用自己的天賦，也在任務完成後加入了大預言中的七人小組。

## 相關人物
葛利生‧黑傑 (Gleeson Hedge):
好戰且熱愛暴力的中年羊男，總是一副健身教練的打扮，並經常有意攻打別人，口頭禪是「去死吧」。曾偽裝成為體育老師混進派波和里歐的荒野學校保護他們。他在任務小組的行動中，一方面幫忙操控阿爾戈二號，一方面擔任這群血氣方剛青少年的監護人，雖然他常常是最先情緒失控的那一位。在《冥王之府》中，得知他於五月底與雲精靈蜜莉結婚。
泰麗雅‧葛瑞斯（Thalia Grace）：
希臘天神宙斯與人類生下來的混血女兒，喜歡龐克裝扮與搖滾樂。個性衝動暴躁，但很重視朋友。與安娜貝斯以及路克結伴投靠混血營途中遭怪物圍攻。她當時犧牲生命解救朋友，七年後在金羊毛的魔力下復活。後來加入了月亮女神阿蒂蜜絲的獵女隊（獵女隊：意指長生不老，不能談戀愛，不過還是會在戰場上犧牲），並且成為獵女隊的隊長，巡遊各地尋找新的隊員。
雖然是天空之神的女兒，卻有懼高症，但仍然能控制雷電。是傑生的姐姐。
蕾娜（Reyna Avila Ramírez-Arellano）：
全名為“蕾娜.阿維拉.拉米瑞茲.阿維拉諾（被格羅佛戲稱為“拉拉拉”）”羅馬女戰神貝婁娜之女，是亞馬遜女王海拉的妹妹，也是第十二軍團的執法官。她有一頭深色頭髮，金色戰甲外披著紫色斗篷。在傑生失蹤之前，她曾與他有特殊的感情。七人大預言行動開始後，因為里歐對朱比特營的失誤攻擊，她被迫帶領軍團追擊七人小組，並準備進攻混血營。在《英雄之血》中與尼克‧帝亞傑羅和葛利生‧黑傑肩負把「雅典娜•帕德嫩」石像帶回混血營的危險任務。
有把能力傳給隊友的能力，但會承受巨大的反作用力。
泰森（Tyson）:
海神波賽頓之子，是個獨眼巨人，波西同父異母的弟弟，能力是力大無窮、擅長打造武器，和波西一起解救第二次泰坦戰爭，而被封為獨眼巨人的將軍，《海神之子》中波西失蹤，帶歐萊麗女士(一隻地獄犬)尋找波西，對鳥身女妖艾拉有好感，並幫忙解救朱比特營。在《冥王之府》中，得知他正在跟艾拉交往。
尼克‧帝亞傑羅 (Nico di Angelo):
為冥王黑帝斯之子，在相依為命的姊姊碧安卡過世後回到冥界，幫波西尋找贏得泰坦大戰的對策，並將同父異母的姊姊海柔帶回人間。事先得知兩個營隊的存在，但為了維持營之間的和平和波西的安全而隱瞞。在冥界搜索有關大預言任務的關鍵訊息時遭遇危難，為首位獨自受困塔爾塔洛斯而存活的半神半人。在《冥王之府》中，為了營救波西與安娜貝斯，從愛神丘比特手中取得戴克里先的權杖，因而坦白說出自己迷戀波西的事實。在《冥王之府》中，得知尼克是義大利人。在《英雄之血》中耗盡力量將「雅典娜•帕德嫩」雕像帶回混血營，甚至差點犧牲性命。《英雄之血》末尾開始喜歡威爾•索拉斯，在續集系列《太陽神試煉—秘密神諭》中開始與他交往。
海拉(Hylla Ramírez-Arellano):
現任亞馬遜女王，貝婁娜之女，蕾娜的姐姐，曾在賽西的水療渡假村(妖魔之海)工作，但後來被賽西囚禁的海盜黑鬍子(愛德華.蒂奇)被波西和安娜貝斯釋放出來後，黑鬍子開始破壞水療渡假村，所以始終怨恨把海盜放出來的波西，一找到機會就想殺掉他。在《海神之子》中曾連續殺死被大地之母派來的第一任亞馬遜女王奧翠拉(Otrera) 。在《英雄之血》中曾和蕾娜合作嘗試打敗奥利安。
屋大維(Octavian):
朱比特營的占卜師，太陽神阿波羅的後裔，所以擁有其遺傳下來的預言能力。
認為希臘人仍然存在，想毀滅希臘人，所以對波西感到厭惡。

## 出版資料
1. 英文名：The Heroes of Olympus- The Lost Hero
  - 中文譯名：《混血營英雄1：迷路英雄》（2011年7月，526頁）
  - 電影公映日期：無
2. 英文名：The Heroes of Olympus- The Son of Neptune
  - 中文譯名：《混血營英雄2：海神之子》（2012年7月，493頁）
  - 電影公映日期：無
3. 英文名：The Heroes of Olympus- The Mark of Athena
  - 中文譯名：《混血營英雄3：智慧印記》（2013年7月，542頁）
  - 電影公映日期：無
4. 英文名：The Heroes of Olympus- The House of Hades
  - 中文譯名：《混血營英雄4：冥王之府》（2014年7月，573頁）
  - 電影公映日期：無
5. 英文名：The Heroes of Olympus- The Blood of Olympus
  - 中文譯名：《混血營英雄5：英雄之血》（2015年7月，496頁）
  - 電影公映日期：無
6. 英文名：The Heroes of Olympus: The Demigod Diaries
  - 中文譯名：《混血營英雄：混血人日記》（2013年11月29日，江坤山譯，272頁）

## 外部連結
- （英文） 《混血營英雄》 官方網站 （页面存档备份，存于）